# الیانس (ایندیانا)
الیانس، ایندیانا (به انگلیسی: Alliance, Indiana) یک منطقهٔ مسکونی در ایالات متحده آمریکا است که در ایندیانا واقع شده‌است.

## خصوصیات
الیانس ۲۷۸٫۹ متر بالاتر از سطح دریا واقع شده‌است.